# San Antonio de La Paz
San Antonio är en kommunhuvudort i Argentina.   Den ligger i provinsen Catamarca, i den norra delen av landet, 900 km nordväst om huvudstaden Buenos Aires. San Antonio ligger 273 meter över havet och antalet invånare är 1 835.
Terrängen runt San Antonio är platt. Runt San Antonio är det mycket glesbefolkat, med 4 invånare per kvadratkilometer.. San Antonio är det största samhället i trakten.
Omgivningarna runt San Antonio är i huvudsak ett öppet busklandskap.